# Cercyonis alamosa
Cercyonis alamosa är en fjärilsart som beskrevs av Emmel 1969. Cercyonis alamosa ingår i släktet Cercyonis och familjen praktfjärilar. Inga underarter finns listade i Catalogue of Life.